# Евгений (Христодулу)
Митрополит Евгений Христодулу (греч. Μητροπολίτης Ευγένιος Χριστοδούλου; 1 декабря 1855, Козани — 22 июня 1934, Стамбул) — архиерей Константинопольской православной церкви; митрополит Силиврийский (1927—1934), ипертим и экзарх Фракии.

## Биография
Родился в декабре 1855 года в Козани, в священнической семье Фомы и Елени Христодулу в связи с чем имел простонародное прозвище Папафомас (Παπαθωμάς).
Окончил Ризарийскую богословскую школу и позднее учился филологии на философском факультетах Афинского университета.
Митрополитом Сервийским и Козанским Евгением (Патерасом) был хиротонисан в архидиакона, а после его кончины в 1889 году переехал в Константинополь, где был рукоположен в сан пресвитера митрополитом Никейским Иеронимом (Горгиасом) и назначен протосинкеллом Никейской митрополии.
27 апреля 1906 года Священным синодом Константинопольской православной церкви по просьбе митрополита Никейского Иеронима (Горгиаса) был избран для рукоположения в сан епископа Амфипольского, викария Никейской митрополии (двое других кандидатов — архимандрит Афанасий (Ласкарис) и архимандрит Емилиан (Дангулас)). Архиерейскую хиротонию, которая состоялась в городе Киосе, совершили: митрополит Никейский Иероним (Горгиас), митрополит Прусский Нафанаил (Папаникас) и митрополит Веллийский и Коницкий Константин (Карадзопулос).
10 сентября 1913 года был избран митрополитом Силиврийским.
20 мая 1926 года был избран митрополитом Сервийским и Козанским, но не приступил к управлению епархией и 26 марта 1927 года вновь назначен на Силиврийскую митрополию.
Скончался 22 июня 1934 года в Стамбуле.